# Natação nos Jogos Parapan-Americanos de 2007

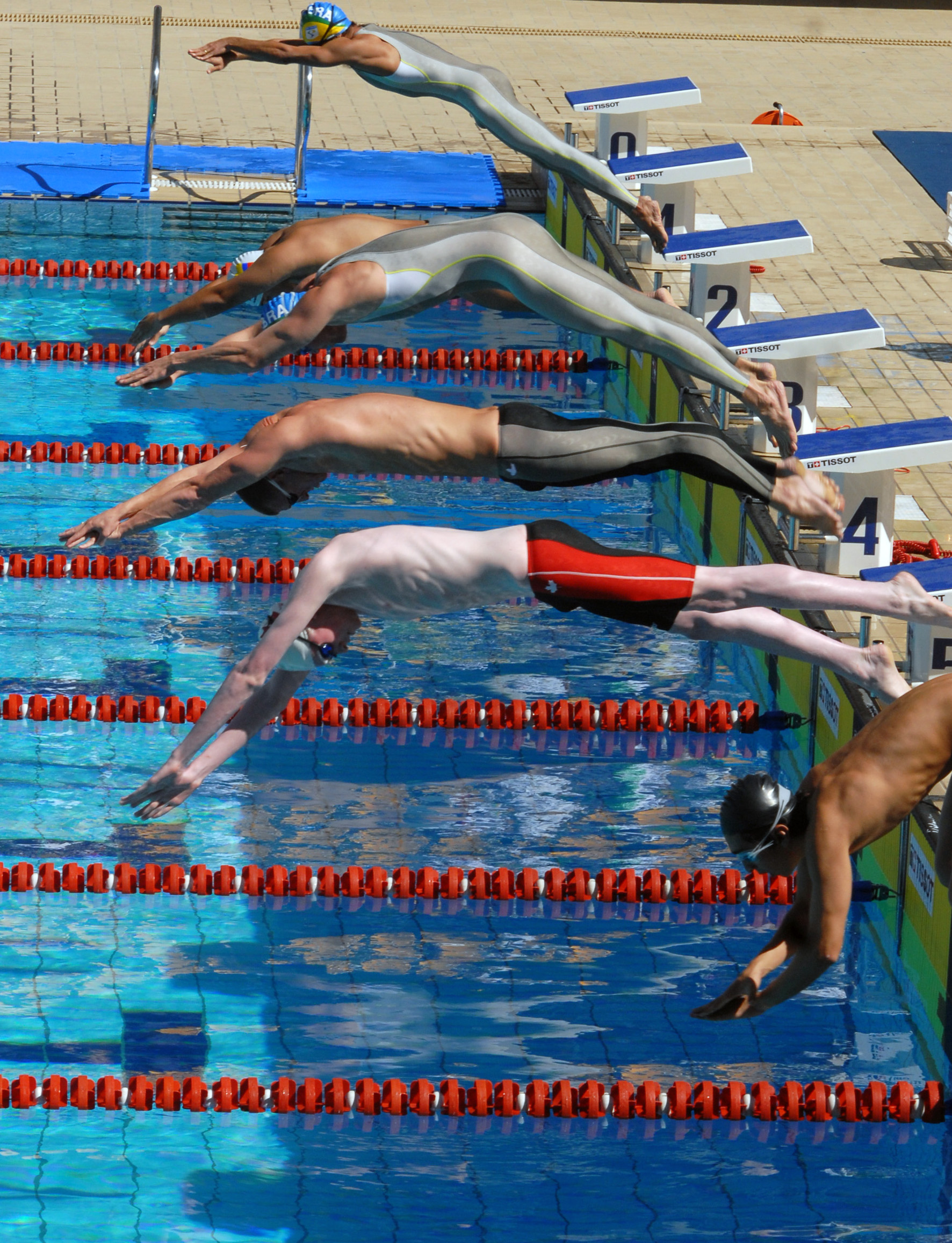
Largada masculina nos 100 metros, no Parque Aquático Maria Lenk.

A natação nos Jogos Parapan-americanos de 2007 foi realizada entre os dias 13 e 18 de agosto no Parque Aquático Maria Lenk do Complexo Esportivo Cidade dos Esportes no Rio de Janeiro.
Os atletas competem com adversários de mesma habilidade funcional para nadar. As deficiências são classificadas por categoria, sendo quanto maior o número, mais branda é a deficiência do atleta:
- S1 a S10 - Atletas com deficiência física;
- S11 a S13 - Atletas com deficiência visual/cegueira;
- S14 - Atletas com deficiência intelectual.

## Medalhistas

### Nado livre
| Masculino        |                                                                    |                                                                         |                                                                                  |
| Evento:          | Ouro:                                                              | Prata:                                                                  | Bronze:                                                                          |
| 50 metros S3     | Jaime Eulert (PER)                                                 | Cristopher Tronco (MEX)                                                 |                                                                                  |
| 50 metros S4     | Clodoaldo Silva (BRA)                                              | Juan Reyes (MEX)                                                        | Arnulfo Castorena (MEX)                                                          |
| 50 metros S5     | Daniel Dias (BRA)                                                  | Moises Fuentes (COL)                                                    | Alfonso Nuñez (MEX)                                                              |
| 50 metros S6     | Adriano Lima (BRA)                                                 | Luis Silva (BRA)                                                        | Rafael Castillo Álvarez (CUB)                                                    |
| 50 metros S7     | Wagner Pires da Silva (BRA)                                        | Ronaldo Santos (BRA)                                                    | José Medeiros (BRA)                                                              |
| 50 metros S8     | Drew Christensen (CAN)                                             | Gledson Soares (BRA)                                                    | Isidoro Mazotini (BRA)                                                           |
| 50 metros S9     | Mauro Brasil (BRA)                                                 | Michael Prout (USA)                                                     | Cody Bureau (USA)                                                                |
| 50 metros S10    | André Esteves (BRA)                                                | Benoît Huot (CAN)                                                       | Danilo Glasser (BRA)                                                             |
| 50 metros S11    | Donovan Tildesley (CAN)                                            | Rodrigo Ribeiro (BRA)                                                   | Fábio Cruz (BRA)                                                                 |
| 50 metros S12    | Dieter Morales Niebla (CUB)                                        | Pedro González (VEN)                                                    | Yuan Cantero Castillo (CUB)                                                      |
| 50 metros S13    | Carlos Farrenberg (BRA)                                            | Brian Hill (CAN)                                                        | David Rangel (VEN)                                                               |
| 100 metros S3    | Jaime Eulert (PER)                                                 | Genezi Andrade (BRA)                                                    | Cristopher Tronco (MEX)                                                          |
| 100 metros S4    | Clodoaldo Silva (BRA)                                              | Juan Reyes (MEX)                                                        | Arnulfo Castorena (MEX)                                                          |
| 100 metros S5    | Daniel Dias (BRA)                                                  | Moises Fuentes (COL)                                                    | Francisco Avelino (BRA)                                                          |
| 100 metros S6    | Adriano Lima (BRA)                                                 | Luis Silva (BRA)                                                        | Diego Pastore (ARG)                                                              |
| 100 metros S7    | Wagner Pires da Silva (BRA)                                        | José Medeiros (BRA)                                                     | Ronaldo Santos (BRA)                                                             |
| 100 metros S8    | Gledson Soares (BRA)                                               | Tom Miazga (USA)                                                        | Isidoro Mazotinni (BRA)                                                          |
| 100 metros S9    | Michael Prout (USA)                                                | Mauro Brasil (BRA)                                                      | Cody Bureau (USA)                                                                |
| 100 metros S10   | André Esteves (BRA)                                                | Benoît Huot (CAN)                                                       | Marcelo Collet (BRA)                                                             |
| 100 metros S11   | Donovan Tildesley (CAN)                                            | Rodrigo Ribeiro (BRA)                                                   | Fábio Cruz (BRA)                                                                 |
| 100 metros S12   | Pedro González (VEN)                                               | Dieter Morales Niebla (CUB)                                             | Miguel Otero (COL)                                                               |
| 100 metros S13   | Carlos Alonso Farrenberg (BRA)                                     | Brian Hill (CAN)                                                        | Devin Gotell (CAN)                                                               |
| 200 metros S4    | Clodoaldo Silva (BRA)                                              | Juan Reyes (MEX)                                                        | Arnulfo Castorena (MEX)                                                          |
| 200 metros S5    | Daniel Dias (BRA)                                                  | Moises Fuentes (COL)                                                    | Sebastian Ramírez (ARG)                                                          |
| 400 metros S6    | Adriano Lima (BRA)                                                 | Diego Pastore (ARG)                                                     | Ivanildo Vasconcelos (BRA)                                                       |
| 400 metros S7    | Alex Dionne (USA)                                                  | Ronaldo Santos (BRA)                                                    | José Medeiros (BRA)                                                              |
| 400 metros S8    | Drew Christensen (CAN)                                             | Tom Miazga (USA)                                                        | Isidoro Mazotini (BRA)                                                           |
| 400 metros S9    | Michael Prout (USA)                                                | Bradley Sales (CAN)                                                     | Andrew Haley (CAN)                                                               |
| 400 metros S10   | André Esteves (BRA)                                                | Benoît Huot (CAN)                                                       | Marcelo Collet (BRA)                                                             |
| 400 metros S11   | Donovan Tildesley (CAN)                                            | Fábio Cruz (BRA)                                                        | André Meneghetti (BRA)                                                           |
| 400 metros S12   | Miguel Otero (COL)                                                 | Ignacio González (ARG)                                                  | Renato Silva (BRA)                                                               |
| 400 metros S13   | Carlos Farrenberg (BRA)                                            | Devin Gotell (CAN)                                                      |                                                                                  |
| 4x100 metros 34p | BRA Brasil Adriano Lima Fabiano Machado Mauro Brasil André Esteves | Estados Unidos · Tom Miazga · Alex Dionne · Michael Prout · Cody Bureau | Argentina · Facundo Lazo · Marco Pulleiro · Guillermo Marro · Juan Pablo Rosatti |

| Feminino         |                                                                        |                                                                               |                                                                             |
| Evento:          | Ouro:                                                                  | Prata:                                                                        | Bronze:                                                                     |
| 50 metros S3     | Patricia Valle (MEX)                                                   | Fabiola Ramírez (MEX)                                                         | Elizabeth Kolbe (USA)                                                       |
| 50 metros S5     | Edênia Garcia (BRA)                                                    | Nadia Porras (MEX)                                                            | Sofia Olmos (MEX)                                                           |
| 50 metros S6     | Doramitzi González (MEX)                                               | Miranda Uhl (USA)                                                             | Casey Johnson (USA)                                                         |
| 50 metros S8     | Amanda Everlove (USA)                                                  | Andrea Cole (CAN)                                                             | Laura Jensen (CAN)                                                          |
| 50 metros S9     | Stephanie Dixon (CAN)                                                  | Darda Geiger (CAN)                                                            | Katarina Roxon (CAN)                                                        |
| 50 metros S10    | Anne Polinario (CAN)                                                   | Susan Beth Scott (USA)                                                        | Jessica Hodgins (CAN)                                                       |
| 50 metros S11    | Fabiana Sugimori (BRA)                                                 | Jessica Tuomela (CAN)                                                         | Nadia Baez (ARG)                                                            |
| 50 metros S13    | Chelsey Gotell (CAN)                                                   | Kirby Coté (CAN)                                                              | Belkys Mota Echarry (VEN)                                                   |
| 100 metros S3    | Patricia Valle (MEX)                                                   | Elizabeth Kolbe (USA)                                                         | Fabiola Ramírez (MEX)                                                       |
| 100 metros S5    | Nadia Porras (MEX)                                                     | Sofia Olmos (MEX)                                                             | Edênia Garcia (BRA)                                                         |
| 100 metros S6    | Miranda Uhl (USA)                                                      | Doramitzi González (MEX)                                                      | Casey Johnson (USA)                                                         |
| 100 metros S8    | Andrea Cole (CAN)                                                      | Laura Jensen (CAN)                                                            | Valéria Lira (BRA)                                                          |
| 100 metros S9    | Darda Geiger (CAN)                                                     | Stephanie Dixon (CAN)                                                         | Brittany Gray (CAN)                                                         |
| 100 metros S10   | Anne Polinario (CAN)                                                   | Susan Beth Scott (USA)                                                        | Jessica Hodgins (CAN)                                                       |
| 100 metros S11   | Fabiana Sugimori (BRA)                                                 | Jessica Tuomela (CAN)                                                         | Nadia Baez (ARG)                                                            |
| 100 metros S13   | Valérie Grand Maison (CAN)                                             | Chelsey Gotell (CAN)                                                          | Kirby Coté (CAN)                                                            |
| 200 metros S3    | Patricia Valle (MEX)                                                   | Elizabeth Kolbe (USA)                                                         | Betiana Basualdo (ARG)                                                      |
| 200 metros S5    | Nadia Porras (MEX)                                                     | Nely Miranda (MEX)                                                            | Edênia Garcia (BRA)                                                         |
| 400 metros S6    | Miranda Uhl (USA)                                                      | Doramitzi González (MEX)                                                      | Casey Johnson (USA)                                                         |
| 400 metros S8    | Andrea Cole (CAN)                                                      | Valéria Lira (BRA)                                                            | Laura Jensen (CAN)                                                          |
| 400 metros S9    | Stephanie Dixon (CAN)                                                  | Darda Geiger (CAN)                                                            | Brittany Gray (CAN)                                                         |
| 400 metros S10   | Susan Beth Scott (USA)                                                 | Anne Polinario (CAN)                                                          | Jessica Hodgins (CAN)                                                       |
| 400 metros S12   | Jacqueline Rennebohm (CAN)                                             | Regiane Silva (BRA)                                                           | Fabiana Sugimori (BRA)                                                      |
| 400 metros S13   | Valérie Grand Maison (CAN)                                             | Chelsey Gotell (CAN)                                                          | Carrie Willoughby (USA)                                                     |
| 4x100 metros 34p | Canadá · Darda Geiger · Brittany Gray · Stephanie Dixon · Laura Jensen | Estados Unidos · Sarah Hunt · Amanda Everlove · Kate Gibbs · Susan Beth Scott | Brasil · Ana Clara Cruz · Valéria Lira · Gabriela Cantagallo · Tassia Alves |

### Nado costas
| Masculino      |                               |                             |                            |
| Evento:        | Ouro:                         | Prata:                      | Bronze:                    |
| 50 metros S3   | Jaime Eulert (PER)            | Genezi Andrade (BRA)        | Christopher Tronco (MEX)   |
| 50 metros S4   | Juan Reyes (MEX)              | Clodoaldo Silva (BRA)       | Joon Seo Sok (BRA)         |
| 50 metros S5   | Daniel Dias (BRA)             | Francisco Avelino (BRA)     | Ariel Quassi (ARG)         |
| 100 metros S6  | Rafael Castillo Álvarez (CUB) | Diego Pastore (ARG)         | Ivanildo Vasconcelos (BRA) |
| 100 metros S7  | Guillermo Marro (ARG)         | Nélio Almeida (BRA)         | Ronaldo Santos (BRA)       |
| 100 metros S8  | Tom Miazga (USA)              | Gledson Soares (BRA)        | Miguel Oropeza (VEN)       |
| 100 metros S9  | Michael Prout (USA)           | Cody Bureau (USA)           | Bradley Sales (CAN)        |
| 100 metros S10 | Benoît Huot (CAN)             | André Esteves (BRA)         | Jourdan Lutkus (BRA)       |
| 100 metros S11 | Sergio Zayas (ARG)            | Yunieski Ortega Ponce (CUB) | Felipe Oliveira (BRA)      |
| 100 metros S12 | Ignacio González (ARG)        | Pedro González (VEN)        | Jorge Arcadio Campos (MEX) |
| 100 metros S13 | Brian Hill (CAN)              | Devin Gotell (CAN)          | Gilberto Neto (BRA)        |

| Feminino       |                          |                         |                           |
| Evento:        | Ouro:                    | Prata:                  | Bronze:                   |
| 50 metros S3   | Elizabeth Kolbe (USA)    | Fabiola Ramírez (MEX)   | Betiana Basualdo (ARG)    |
| 50 metros S5   | Edênia Garcia (BRA)      | Nadia Porras (MEX)      | Rildene Firmino (BRA)     |
| 100 metros S6  | Doramitzi González (MEX) | Miranda Uhl (USA)       | Casey Johnson (USA)       |
| 100 metros S8  | Andrea Cole (CAN)        | Amanda Everlove (USA)   | Sarah Hunt (USA)          |
| 100 metros S9  | Stephanie Dixon (CAN)    | Darda Geiger (CAN)      | Kate Gibbs (USA)          |
| 100 metros S10 | Anne Polinario (CAN)     | Susan Beth Scott (USA)  | Jessica Hodgins (CAN)     |
| 100 metros S11 | Jessica Toumela (CAN)    | Nadia Baez (ARG)        | Rosario Gómez Vasco (COL) |
| 100 metros S13 | Chelsey Gotell (CAN)     | Carrie Willoughby (USA) | Regiane Silva (BRA)       |

### Nado peito
| Masculino       |                         |                             |                                 |
| Evento:         | Ouro:                   | Prata:                      | Bronze:                         |
| 50 metros SB2   | Arnulfo Castorena (MEX) | Cristopher Tronco (MEX)     | Genezi Andrade (BRA)            |
| 50 metros SB3   | Clodoaldo Silva (BRA)   | Omar Osorio (MEX)           | Moisés Batista (BRA)            |
| 100 metros SB4  | Daniel Dias (BRA)       | Moises Fuentes (COL)        | Ivanildo Vasconcelos (BRA)      |
| 100 metros SB5  | Adriano Lima (BRA)      | Alejandro Silva (MEX)       | Baudel Calvillo Castorena (MEX) |
| 100 metros SB6  | Danielson Pontes (BRA)  | Gledson Soares (BRA)        | Nélio Almeida (BRA)             |
| 100 metros SB8  | Facundo Lazo (ARG)      | Drew Christensen (CAN)      | Edilver Rosendo (VEN)           |
| 100 metros SB9  | Benoît Huot (CAN)       | Cody Bureau (USA)           | André Esteves (BRA)             |
| 100 metros SB11 | León Aguilar (CUB)      | Felipe Oliveira (BRA)       | Vladimir Martínez (MEX)         |
| 100 metros SB12 | Renato Silva (BRA)      | Yuan Cantero Castillo (CUB) | Pedro González (VEN)            |
| 100 metros SB13 | Carlos Farrenberg (BRA) |                             |                                 |

| Feminino        |                       |                            |                           |
| Evento:         | Ouro:                 | Prata:                     | Bronze:                   |
| 50 metros SB3   | Patricia Valle (MEX)  | Rildene Firmino (BRA)      | Virginia Hernández (MEX)  |
| 100 metros SB4  | Naiver Ome (COL)      | Leticia Pérez (MEX)        |                           |
| 100 metros SB6  | Miranda Uhl (USA)     | Casey Johnson (USA)        | Velia Flores (MEX)        |
| 100 metros SB8  | Brittany Gray (CAN)   | Katarina Roxon (CAN)       | Kate Gibbs (USA)          |
| 100 metros SB11 | Jessica Tuomela (CAN) | Fabiana Sugimori (BRA)     | Rosario Gómez Vasco (COL) |
| 100 metros SB13 | Kirby Coté (CAN)      | Valérie Grand Maison (CAN) | Anabel Moro (ARG)         |

### Nado borboleta
| Masculino      |                         |                             |                         |
| Evento:        | Ouro:                   | Prata:                      | Bronze:                 |
| 50 metros S4   | Clodoaldo Silva (BRA)   | Juan Reyes (MEX)            | Arnulfo Castorena (MEX) |
| 50 metros S6   | Daniel Dias (BRA)       | Adriano Lima (BRA)          | Santi Trissini (VEN)    |
| 50 metros S7   | Nélio Almeida (BRA)     | José Medeiros (BRA)         | Alex Dionne (USA)       |
| 100 metros S9  | Cody Bureau (USA)       | Michael Prout (USA)         | Andrew Haley (CAN)      |
| 100 metros S10 | André Esteves (BRA)     | Benoît Huot (CAN)           | Marcelo Collet (BRA)    |
| 100 metros S11 | Donovan Tildesley (CAN) | Léon Adonis Aguilar (CUB)   | André Meneghetti (BRA)  |
| 100 metros S13 | Brian Hill (CAN)        | Dieter Morales Niebla (CUB) | Gilberto Neto (BRA)     |

| Feminino       |                            |                       |                          |
| Evento:        | Ouro:                      | Prata:                | Bronze:                  |
| 50 metros S5   | Sofia Olmos (MEX)          | Ana Moreno Vera (MEX) | Letícia Pérez (MEX)      |
| 50 metros S6   | Miranda Uhl (USA)          | Casey Johnson (USA)   | Doramitzi González (MEX) |
| 100 metros S9  | Brittany Gray (CAN)        | Kate Gibbs (USA)      | Daniela Gimenez (ARG)    |
| 100 metros S13 | Valérie Grand Maison (CAN) | Kirby Coté (CAN)      | Carrie Willoughby (USA)  |

### Nado medley
| Masculino        |                                                                    |                                                                                  |                                                                                     |
| Evento:          | Ouro:                                                              | Prata:                                                                           | Bronze:                                                                             |
| 150 metros SM3   | Juan Reyes (MEX)                                                   | Arnulfo Castorena (MEX)                                                          | Genezi Andrade (BRA)                                                                |
| 150 metros SM4   | Clodoaldo Silva (BRA)                                              | Sebastian Ramírez (ARG)                                                          | Moisés Batista (BRA)                                                                |
| 200 metros SM6   | Adriano Lima (BRA)                                                 | Ivanildo Vasconcelos (BRA)                                                       | Alejandro Silva (MEX)                                                               |
| 200 metros SM8   | Drew Christensen (CAN)                                             | Gledson Soares (BRA)                                                             | Tom Miazga (USA)                                                                    |
| 200 metros SM9   | Michael Prout (USA)                                                | Cody Bureau (USA)                                                                | Andrew Haley (CAN)                                                                  |
| 200 metros SM10  | Benoît Huot (CAN)                                                  | Jourdan Lutkus (BRA)                                                             | Giovanni Mendoza (MEX)                                                              |
| 200 metros SM11  | Donovan Tildesley (CAN)                                            | León Aguilar (CUB)                                                               | Vladimir Martínez (MEX)                                                             |
| 200 metros SM12  | Dieter Morales Niebla (CUB)                                        | Miguel Otero (COL)                                                               | Kevin Cruz Luján (MEX)                                                              |
| 200 metros SM13  | Brian Hill (CAN)                                                   | Carlos Farrenberg (BRA)                                                          | Devin Gotell (CAN)                                                                  |
| 4x50 metros 20P  | BRA Brasil Daniel Dias Adriano Lima Luis Silva Clodoaldo Silva     | México · Juan Reyes · Arnulfo Castorena · Giovanni Mendoza · Raul Cuevas         | Argentina · Diego Pastore · Sebastián Ramírez · Ariel Quassi · Alejandro Arzubialde |
| 4x100 metros 34P | BRA Brasil Daniel Dias Jourdan Lutkus André Esteves Marcelo Collet | Argentina · Guillermo Marro · Facundo Lazo · Marco Pulleiro · Juan Pablo Rosatti | Estados Unidos · Tom Miazga · Cody Bureau · Michael Prout · Alex Dionne             |

| Feminino         |                                                                         |                                                                                |                                                                             |
| Evento:          | Ouro:                                                                   | Prata:                                                                         | Bronze:                                                                     |
| 150 metros SM4   | Patricia Valle (MEX)                                                    | Rildene Firmino (BRA)                                                          | Cláudia Silva (BRA)                                                         |
| 200 metros SM6   | Miranda Uhl (USA)                                                       | Casey Johnson (USA)                                                            | Doramitzi González (MEX)                                                    |
| 200 metros SM8   | Andrea Cole (CAN)                                                       | Amanda Everlove (USA)                                                          | Sarah Hunt (USA)                                                            |
| 200 metros SM9   | Stephanie Dixon (CAN)                                                   | Katarina Roxon (CAN)                                                           | Kate Gibbs (USA)                                                            |
| 200 metros SM10  | Anne Polinario (CAN)                                                    | Susan Beth Scott (USA)                                                         | Jessica Hodgins (CAN)                                                       |
| 200 metros SM12  | Belkys Mota Echarry (VEN)                                               | Jacqueline Rennebohm (CAN)                                                     | Anabel Moro (ARG)                                                           |
| 200 metros SM13  | Valérie Grand Maison (CAN)                                              | Kirby Coté (CAN)                                                               | Chelsey Gotell (CAN)                                                        |
| 4x100 metros 34P | Canadá · Stephanie Dixon · Katarina Roxon · Brittany Gray · Andrea Cole | Estados Unidos · Susan Beth Scott · Kate Gibbs · Amanda Everlove · Miranda Uhl | México · Doramitzi González · Velia Flores · Martha Medel · María Hernández |

## Quadro de medalhas da natação
| Pos.  | País           | Ouro | Prata | Bronze | Total |
| ----- | -------------- | ---- | ----- | ------ | ----- |
| 1     | Canadá         | 41   | 28    | 18     | 87    |
| 2     | BRA Brasil     | 39   | 30    | 39     | 108   |
| 3     | Estados Unidos | 15   | 25    | 17     | 57    |
| 4     | México         | 13   | 20    | 22     | 55    |
| 5     | Argentina      | 4    | 6     | 12     | 22    |
| 6     | Cuba           | 4    | 6     | 2      | 12    |
| 7     | Peru           | 3    | 0     | 0      | 3     |
| 8     | Colômbia       | 2    | 5     | 3      | 10    |
| 9     | Venezuela      | 2    | 2     | 6      | 10    |
| Total | Total          | 123  | 122   | 119    | 364   |